# Só Dez Por Cento é Mentira
Só Dez Por Cento é Mentira é um filme-documentário brasileiro de 2008 dirigido e escrito por Pedro Cezar. A obra segue a vida do poeta sul-matogrossense Manoel de Barros e expõe entrevistas do escritor alternadas com a vocalização de seus textos.